# Кинг (полуостров)
Кинг (на английски: King Peninsula) е дълъг и тесен полуостров, разположен на Брега Уолгрин, на Земя Мери Бърд в Западна Антарктида. Вдава се на 200 km на запад в източната част на море Амундсен, попадащо в Тихоокеанския сектор на Южния океан, ширина до 40 km. На север залива Пикок го отделя от големия остров Търстън, а около тънката му (4 km) „шийка“ са разположени шелфовите ледници Абът на север и Косгроув на юг. Покрит е цялостно с леден щит. Максимална височина 487 m, разположена в най-западната му част.
На базата на направените аерофотоснимки през 1946 – 47 г. от американската антарктическа експедиция е установена конфигурацията му и се предполага, че това е остров. През 1966 г. на основата на по-точни аерофотозаснемания се изяснява, че в действителност става въпрос за полуостров, който е наименуван в чест на адмирал Ърнест Джоузеф Кинг (1878 – 1956), командващ военноморските операции на САЩ по време на Втората световна война и подписал плана за американската антарктическа експедиция през 1946 – 47 г. с ръководител Ричард Бърд.